# 토트 오르쇼여

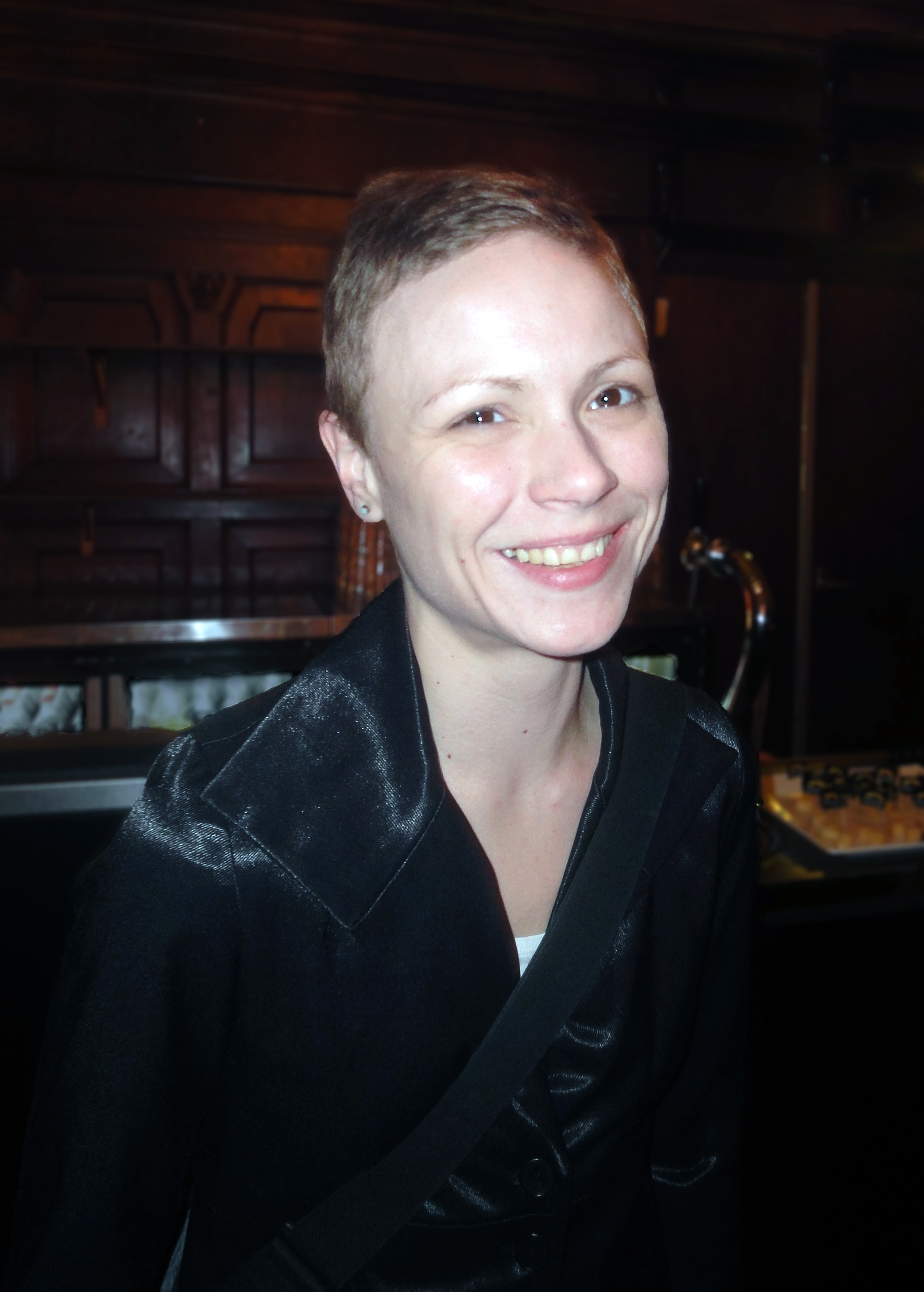

오르소냐 토스(Orsolya Tóth, 1981년 11월 20일 ~ )는 헝가리의 배우이다.
베케슈처버에서 태어났다.

## 영화
- 화이트 갓 (2014년)
- 커다란 노트 (2013년)
- 최선의 의도 (2011년)
- 인 어나더 라이프타임 (2010년)
- 남자 없는 여자 (2009년)
- 루르드 (2009년) - 휠체어 어린이 역
- 델타 (2008년)
- 마이 원 앤 온리즈 (2006년)
- 페이트리스 (2005년)
- 로스트 앤드 파운드 (2005년)
- 성녀 요한나 (2005년)
- 천국의 나날들 (2002년) - 마야 역